# Білоруська державна академія мистецтв
Білоруська державна академія мистецтв (біл. Беларуская дзяржаўная акадэмія мастацтваў, англ. Belarusian State Academy of Arts) — вищий навчальний заклад в місті Мінську, що готує спеціалістів у галузі театрального, зображувального, декоративно-прикладного, кіно-, телемистецтва та інших видів екранних мистецтв та дизайну.

## Історія

### Основні факти
- 1945 рік — створено Білоруський державний театральний інститут
- 1953 рік — Білоруський державний театральний інститут перетворено у Білоруський державний театрально-мистецький інститут
- 1991 рік — Білоруський державний театрально-мистецький інститут реорганізовано у Білоруську академію мистецтв
- 2001 рік — Присвоєно назву «Білоруська державна академія мистецтв».

### Керівництво
- Михайло Гурський — перший директор інституту (1945—1946)
- Йосип Прис — директор інституту (1946—1957)
- Олександр Бутаков — виконувач обов'язків директора інституту (1957—1958)
- Віталій Цвірка — директор інституту (1958—1960)
- Павло Масленіков — ректор інституту (1960—1964)
- Віктор Захаров — ректор інституту (1964—1968)
- Ельвіра Герасимович — ректор інституту (1968—1984)
- Анатолій Соболевський — ректор інституту (1984—1989)
- Василь Шаренгович — ректор інституту (1989—1997)
- Річард Смольський — ректор інституту (1997—2010)
- Михайло Борозна — ректор інституту (з 2010)

### Подробиці
В 1945 році розпорядженням Ради народних комісарів СРСР № 9971-р від 29 червня 1945 року Раднаркому Білоруської РСР і Комітету у справах мистецтв при Раднаркомі СРСР було дозволено організувати в Мінську театральний інститут з кількістю місць прийому на перший курс 90 студентів. Постановою Ради народних комісарів Білоруської РСР № 1217 від 20 серпня 1945 року був організований Білоруський державний театральний інститут. 12 листопада 1945 року 27 студентів акторського відділення розпочали навчання у приміщені Мінського педагогічного інституту. У 1949 році відбувся перший випуск акторів драматичного театру.
У 1953 році Постановою Бюро ЦК КП(б)Б № 155 від 28 квітня 1952 року Білоруський державний театральний інститут реорганізовано в Білоруський державний художній інститут. За наказом Міністерства культури СРСР № 1359 від 28 липня 1953 року з 1 вересня 1953 відкривався художній факультет з напрямками навчання за спеціальностями «Живопис», «Графіка», «Скульптура» (перший випуск спеціалістів з названих спеціальностей відбувся в 1959 році). Були створені кафедри графіки, зображувального мистецтва, скульптури. В 1956 році на художньому факультеті було відкрито спеціальність «Театрально-декоративне мистецтво» (перший випуск відбувся в 1962 році), у цьому ж році створена кафедра режисури.
У 1957 році створена кафедра академічного малюнка, а також у зв'язку з реорганізацією кафедри зображувального мистецтва заснована кафедра живопису.
В 1958 році набрано перший курс студентів за спеціальністю «Режисура драматичного мистецтва» (перший випуск відбувся в 1963 році). В 1959 році наказом Міністерства культури БРСР № 261 від 17 липня 1959 року «Про відкриття режисерського факультету при БДТМІ і організації кафедри режисури у відповідності з розпорядженням Ради Міністрів БРСР № 855-р від 8 липня 1959» було відкрито режисерський факультет, а також вечірнє відділення за спеціальностями «Живопис», «Графіка», «Скульптура», «Театрально-декоративне мистецтво».
У 1961 році на вечірнє відділення художнього факультету набрано перший курс на нову спеціальність декоративно-прикладного мистецтва: «Кераміка», «Проектування інтер'єру і меблів», «Художня обробка тканин», «Монументально-декоративний розпис».
В 1962 році відкрито заочне відділення за спеціальностями «Театрознавство», «Теорія і історія зарубіжного мистецтва». Відкрито аспірантуру. Кафедра декоративно-прикладного мистецтва була поділена на кафедри монументально-декоративного розпису та кафедру кераміки.
У 1964 році на відділені декоративно-прикладного мистецтва художнього факультету розпочато денну форму навчання за спеціальностями «Кераміка», «Проектування інтер'єру і меблів», «Художня обробка тканин», «Монументально-декоративний розпис».
У 1965 році була відкрита спеціальність «Художнє конструювання» при кафедрі інтер'єру і обладнання.
У 1967 році почалася підготовка майстрів (дизайнерів) для промисловості. На театральному факультеті відкрито спеціальність «Режисура народного театру» з очною і заочною формами навчання. Відбувся перший випуск майстрів з проектування меблів. Відкрито кафедру промислового мистецтва.
У 1968 році набрано перший курс зі спеціальності «Керівник самодіяльного театрального колективу», відбувся перший випуск майстрів з проектування інтер'єру.
У 1970 році відбувся перший набір студентів на відділення майстрів з обробки металу кафедри монументально-декоративного мистецтва.
У 1971 році за наказом Мінкульту БРСР № 528 від 14 грудня 1970 року з 1 січня 1971 року у БДТМІ відкривається театральний факультет «з метою підвищення якості підготовки спеціалістів з театрознавства, режисерської та акторської майстерності та культурно-просвітницької праці, а також задля покращення навчального процесу з цих спеціальностей». Розпочато підготовку студентів із зарубіжжя.
У 1974 році набрано перший курс зі спеціальності «Режисура телебачення».
У 1975 році набрано перший курс зі спеціальності «Актор театру ляльок». Створена кафедра монументально-декоративного розпису, пізніше перейменована у кафедру монументально-декоративного мистецтва.
У 1976 році за наказом Мінкульту БРСР № 275 від 22 травня 1976 року з 1 вересня 1976 року художній факультет поділено на художній та художньо-промисловий факультети.
У 1977 році почалася підготовка майстрів за спеціальностями «Промислова графіка та упаковка», «Проектування виставок та реклами» на кафедрі проектування виставок і реклами.
У 1980 році відкрито навчальний театр, в 1985 — музей.
В 1987 році було набрано перший курс на спеціальність «Актор театру ляльок» (заочна форма навчання). Кафедра промислового мистецтва перейменована у кафедру дизайну.
У 1988 році на кафедрі монументально-декоративного мистецтва створено спеціальність «Проектування виробів текстильної та легкої промисловості». Кафедру проектування виставок та реклами перейменовано на кафедру зовнішніх засобів інформації та реклами.
У 1989 році на режисерському відділені театрального факультету набрано перший курс на спеціальність «Режисура художнього фільму», «Режисура документального кіно» (очна форма навчання), а на акторському відділенні — «Актор драматичного театру та кіно» (заочна форма навчання).
У 1992 році набрано перший курс на спеціальність «Режисура мультиплікаційного фільму», «Кінооператорство», «Телеоператорство» (заочна форма навчання), «Художні аспекти кіно», «Мистецтвознавство» (очна форма навчання).
В 1993 році відкрито асистентуру-стажування. Створено кафедру моделювання одягу та художнього ткацтва. Набрано перший курс на спеціальність «Історія і теорія театру», «Телеоператорства» (очна форма навчання), «Звукорежисура» (заочна форма навчання).
В 1994 році кафедру акторської майстерності та кафедру режисури реорганізовано в одну кафедру акторської та режисерської майстерності. Створено кафедру кінотелемистецтва. Художньо-промисловий факультет перейменовано у факультет дизайну. Набрано перший курс на спеціальність «Театрально-декоративний живопис» (кваліфікація «Майстер театру ляльок»).
В 1996 році на театральний факультет набрано перший курс за спеціальністю «Акторська майстерність музичного театру», «Режисура музичного театру».
В 1997 році створено відділ виховної роботи з молоддю, а також редакційно-видавничий відділ.
В 1998 році факультет дизайну перейменовано у факультет дизайну і декоративно-прикладного мистецтва.
У 1999 році кафедру акторської та режисерської майстерності реорганізовано у кафедру акторської майстерності, кафедру режисури, кафедру сценічної мови та вокалу.
У 2000 році на факультеті дизайну і декоративно-прикладного мистецтва створено кафедру малюнка, живопису та скульптури.
В 2001 році в Академії створена рада з захисту дисертацій за спеціальністю «Дизайн і технічна естетика». Відкрито підготовчі курси для тих, хто вступає у БДАМ. Білоруську академію мистецтв перейменовано у Білоруську державну академію мистецтв.
В 2002 році на факультеті дизайну і декоративно-прикладного мистецтва створена науково-творча лабораторія з комп'ютерного дизайнерського проектування. Перший набір на спеціальність «Телереклама». Створена кафедра фізвиховання.
В 2003 році створена кафедра теорії та історії дизайну. Кафедру моделювання одягу та художнього ткацтва реорганізовано в кафедру костюма та текстилю. Кафедру проектування виставок та реклами реорганізовано у кафедру графічного дизайну. Відбулися перші набори на напрямки спеціальності «Дизайн (віртуального середовища)» і «Режисура театру (естрада)».
У 2004 році створено навчальну кіновідеостудію кафедри кінотелемистецтва. Відкрито докторантуру. Відкрито магістратуру за спеціальностями «Мистецтвознавство», «Дизайн». Перший набір на спеціалізацію «Фотографіка».
У 2005 році відкрито факультет підвищення кваліфікації та перепідготовки кадрів. Відбулися перші набори на спеціальності «Експозиційний дизайн», «Кінотелезнавство». Навчальний театр отримав статус Театру-студії імені Є. Мировича.
У 2007 році кафедру дизайну перейменували у кафедру промислового дизайну. Відкрито галерею «Академія».
У 2008 році кафедру кінотелемистецтва реорганізовано у кафедру режисури кіно і телебачення і кафедру кінотелеоператорства. Перший набір на спеціальність «Монументально-декоративне мистецтво (реставрація)». Створено відділ міжнародних зв'язків.
В 2010 році створено факультет екранних мистецтв, науково-дослідний відділ, кафедру менеджменту, історії і теорії мистецтва. Перший набір на спеціальність «Мистецтвознавство (кінотелетворчість)».
В 2011 році на факультеті екранних мистецтв організовано кафедру звукорежисури.

## Академія сьогодні

### Структура

#### Факультети і кафедри
- Театральний факультет
  - Кафедра акторської майстерності
  - Кафедра режисури
  - Кафедра сценічної мови і вокалу
- Художній факультет
  - Кафедра малюнка
  - Кафедра живопису
  - Кафедра графіки
  - Кафедра скульптури
  - Кафедра монументально-декоративного мистецтва
- Факультет дизайну і декоративно-прикладного мистецтва
  - Кафедра декоративно-прикладного мистецтва
  - Кафедра інтер'єру і обладнання
  - Кафедра промислового дизайну
  - Кафедра костюма і текстилю
  - Кафедра графічного дизайну
  - Кафедра малюнка, живопису і скульптури
  - Кафедра теорії та історії дизайну
- Факультет екранних мистецтв
  - Кафедра режисури кіно і телебачення
  - Кафедра кінотелеоператорства
  - Кафедра звукорежисури
  - Кафедра менеджменту, історії і теорії екранних мистецтв
- Факультет підвищення кваліфікації і перепідготовки кадрів
- Загальноакадемічні кафедри
  - Кафедра гуманітарних дисциплін
  - Кафедра історії і теорії мистецтв
  - Кафедра фізвиховання

#### Інші підрозділи
- Магістратура
- Аспірантура і докторантура
- Підготовче відділення
- Навчальний відділ
- Відділ міжнародних зв'язків
- Відділ виховної роботи з молоддю
- Науково-дослідний відділ
- Редакційно-видавничий відділ
- Бібліотека
- Музей
- Галерея «Академія»
- Театр-студія імені Є. Мировича

## Відомі викладачі

### Колишні
- Євген Адамович
- Вальмен Аладов
- Андрій Андросик
- Анатолій Анікейчик
- Дмитро Орлов
- Вацлав Орешка
- Іван Охремчик
- Гурій Баришов
- Володимир Босолига
- Андрій Бембель
- Зінаїда Броварська
- Людмила Бржазовська
- Олександр Бутаков
- Олександр Беспалий
- Фома Воронецький
- Гаврило Ващенко
- Елеанора Вітер
- Борис Вішкаров
- Валентин Волков
- Георгій Волков
- Натан Воронов
- Ігор Вовчак
- Ольга Галіна
- Володимир Гордієнко
- Олексій Глібов
- Гліб Глібов
- Володимир Громович
- Микола Гуцієв
- Борис Дакутович
- Май Данциг
- Віктор Дашук
- Олександр Длатовський
- Ірина Дубенецька
- Ірина Єлатамцева
- Ірина Жданович
- Андрій Коляда
- Михайло Кацар
- Арлен Кашкуревич
- Микола Кірєєв
- Олександр Кіщанка
- Олександра Клімова
- Пилип Кобля
- Петро Крохальов
- Іван Крук
- Арсеній Лабович
- Сергій Лакішик
- Хаїм Лівшиц
- Павло Любомудров
- Олексій Лелявський
- Олександр Мозольов
- Любов Мозольовська
- Валерій Мазинський
- Володимир Маланкін
- Павло Молчанов
- Олексій Марачкін
- Барис Мардвінов
- Оскар Марикс
- Павло Масленіков
- Август Мілаванов
- Евстігней Мирович
- Леніна Міронова
- Володимир Нефед
- Тарас Порожняк
- Ельмарт Петерсон
- Борис Платонов
- Михайло Пташук
- Валерій Раєвський
- В'ячаслав Ракицький
- Леонід Рахленко
- Віра Редліх
- Анатолій Соболевський
- Іван Саверчанка
- Костянтин Санніков
- Петро Свентаховскі
- Павло Семчанка
- Арон Скір
- Володимир Стальмашонак
- Здіслав Стомма
- Рид Таліпов
- Віктор Тарасов
- Віктор Туров
- Борис Уторов
- Інеса Ушацька
- Аліна Фоміна
- Іван Харламов
- Сергій Харевський
- Віталій Цвірка
- Альбіна Шагідевич
- Василь Шерангович
- Мая Яницька

### Теперішні
- Галина Адамович
- Нінель Оладова
- Юрій Алісевич
- Віктор Ольшевський
- Микола Андрєєв
- Валерій Анісенко
- Анатолій Артимович
- Віктор Барабанцов
- Григорій Боровик
- Михайло Борозна
- Валентина Бартлова
- Зоя Білохвостик
- Оксана Васільєва
- Світлана Винокурова
- Володимир Вишневський
- Галина Галковська
- Ігор Гардієнок
- Олександр Гарцуєв
- Віталій Герасімов
- Ельвіра Герасимович
- Борис Герлаван
- Ярослав Громов
- Вітаутас Григалюнас
- Едуард Жакевич
- Володимир Забела
- Лариса Зайцева
- Олег Зальотнєв
- Володимир Зінкевіч
- Діна Іванова
- В'ячаслав Івановський
- Михайло Кавальчик
- Михайло Козеріг
- Маргарита Касимова
- Віталій Катовицький
- Микола Кириченко
- Олександр Ксьондзов
- Ілля Курган
- Яків Ленсу
- Сергій Логвін
- Володимир Лукашик
- Борис Луценко
- Лідія Манакова
- Володимир Міщанчук
- Дмитро Мохов
- Геннадій Мурамцов
- Ольга Медвєдєва
- Руслан Найден
- Віктор Нємцов
- Віра Полякова-Макей
- В'ячаслав Павлюць
- Микола Пінігін
- Олександр Прохоров
- Валентина Петлицька
- Олександр Ренанський
- Володимир Савич
- Вадим Салєєв
- Юрій Санжаревський
- Віктор Саркісян
- В'ячаслав Семенько
- Валентина Сідорова
- Віктор Скоробагатов
- Валерій Славук
- Річард Смольскі
- Христина Стрикелева
- Настася Суханова
- Володимир Ситчанка
- Юрій Тарєєв
- Павло Татарніков
- Володимир Товстик
- Михайло Тумеля
- Олександр Фінскі
- Юрій Хілько
- Людмила Церах
- Костянтин Шерангович
- Михайло Шкробат
- Євген Шунейка
- Михайло Шиков
- Ганна Шимелевич
- Олександр Єфремов

## Доктори honoris causa
- Анджей Вайда

## Відомі випускники

### Актори, режисери, театральні діячі
- Андрій Андросік — режисер
- Миколай Андрєєв — режисер
- Валерій Анісенко — режисер, заслужений діяч мистецтв Республіки Білорусь
- Галина Бальчевська — акторка, заслужена артистка Республіки Білорусь
- Віталій Барковський — режисер, заслужений діяч мистецтв Республіки Білорусь
- Таїса Беліченко — режисер
- Зоя Білохвостик — акторка, заслужена артистка Республіки Білорусь
- Григорій Білоцерківський — актор, заслужений артист Республіки Білорусь
- Борис Борисьонок — актор, заслужений артист Республіки Білорусь
- Григорій Боровик — режисер, педагог
- Галина Букатіна — акторка
- Олександр Бутаков — режисер, педагог
- Олександр Васько — актор
- Людмила Билінська — акторка, заслужена артистка Республіки Білорусь
- Олександр Владамірський — актор
- Людмила Волкова — акторка, заслужена артистка Республіки Білорусь
- Фома Воронецький — актор, заслужений артист Республіки Білорусь
- Олександр Галко — актор, народний артист Росії
- Олег Гарбуз — актор
- Геннадій Гарбук — актор, народний артист Росії
- Валентина Гарцуєва — акторка
- Олександр Гарцуєв — режисер
- Едуард Гарячий — актор, заслужений артист Республіки Білорусь
- Едуард Герасимович — організатор театральних виступів, заслужений працівник культури Республіки Білорусь
- Лариса Горцава — акторка, заслужена артистка Республіки Білорусь
- Володимир Грамович — актор, заслужений артист Республіки Білорусь
- Маргарита Громова — акторка
- Ярослав Громов — актор, режисер, педагог
- Лілія Давидович — акторка, народна артистка Білорусі
- Геннадій Давидько — громадський діяч, актор, заслужений артист Республіки Білорусь
- Вадим Дапкюнас — театральний діяч
- Ігор Денисов — актор
- Олександр Денисов — актор, заслужений артист Республіки Білорусь
- Галіна Дзягілева — акторка
- Олександр Дольніков — режисер
- Лілія Дроздова — акторка, заслужена артистка Республіки Білорусь
- Георгій Дубов — актор, народний артист Республіки Білорусь
- Павло Дубошинський — актор, народний артист Білорусі
- Віталій Дудін — режисер
- Ала Єльяшевич — акторка
- Валентин Єрмалович — актор, режисер, заслужений працівник культури Республіки Білорусь
- Олег Жугжда — режисер
- Юрій Жигамонт — актор, журналіст
- Анатолій Жук — актор, заслужений артист Республіки Білорусь
- Сергій Журавель — актор, народний артист Білорусі
- Володимир Зайцев — актор, режисер, художник театру
- Марія Захаревич — акторка, народна артистка Республіки Білорусь
- Світлана Зеленковська — акторка
- Зінаїда Зубкова — акторка, народна артистка Республіки Білорусь
- Михайло Зуй — актор
- Михайло Кавальчик — режисер, заслужений діяч мистецтв Росії
- Олександр Казаков — актор, заслужений артист Республіки Білорусь
- Вікторія Козлова — режисер
- Михайло Колодінський — актор, педагог, театрознавець
- Андрій Коляда — актор, педагог
- Володимир Короткевич — актор, режисер, заслужений діяч мистецтв Республіки Білорусь
- Віталій Катавіцький — актор, педагог
- Наталя Качаткова — акторка, заслужена артистка Республіки Білорусь
- Анатолій Кашкер — актор, заслужений артист Республіки Білорусь
- Володимир Кін-Камінський — актор
- Микола Кириченко — актор, народний артист Республіки Білорусь
- Ольга Клебанович — акторка, народна артистка Республіки Білорусь
- Євген Клімаков — організатор театральної справи, заслужений працівник культури Республіки Білорусь
- Олександр Козак — актор, організатор театральної справи, заслужений діяч мистецтв Республіки Білорусь
- Тадеуш Кокштис — актор, народний артист Республіки Білорусь
- Людмила Корхова — акторка, народна артистка Республіки Білорусь
- Анатолій Кот — актор
- Віталій Кравченко — актор
- Сергій Кравченко — актор, заслужений артист Республіки Білорусь
- Євген Крижанівський — актор
- Володимир Куляшов — актор, народний артист Республіки Білорусь
- Микола Кучиц — актор, режисер
- Олександр Лабуш — актор
- Петро Ламан — актор
- Віктор Лєбєдєв — актор, народний артист Республіки Білорусь
- Тетяна Ліхачова — акторка, заслужена артистка Республіки Білорусь
- Олесь Лобанюк — актор, заслужений артист Республіки Білорусь
- Анатолій Луцевич — актор, заслужений артист Республіки Білорусь
- Борис Луценко — режисер, народний артист Республіки Білорусь
- Олексій Лялявський — режисер
- Валерій Мазинський — режисер, заслужений діяч мистецтв Республіки Білорусь
- Володимир Маланкін — актор, заслужений діяч мистецтв Республіки Білорусь
- Георгій Маляўскі — актор, заслужений артист Республіки Білорусь
- Віктор Манаєв — актор, народний артист Республіки Білорусь
- Лідія Манакова — режисер, педагог
- Галіна Маркіна — акторка, народна артистка Республіки Білорусь
- Тетяна Мархель — акторка, народна артистка Республіки Білорусь
- Олександр Мартинюк — актор, заслужений артист Республіки Білорусь
- Валерій Маслюк — режисер
- Бела Масумян — акторка, народна артистка Республіки Білорусь
- Август Милованов — актор, народний артист Республіки Білорусь
- Володимир Мішчанчук — актор, заслужений артист Республіки Білорусь
- Олександр Молчанов — актор
- Тимур Муратов — актор
- Геннадій Мушперт — режисер
- Світлана Некіпєлова — акторка
- Ольга Нефедова — акторка
- Тамара Нікалаєва — акторка, заслужена артистка Республіки Білорусь
- Геннадій Овсянніков — актор, народний артист СРСР і Білорусі
- Світлана Окружна — акторка, народна артистка Білорусі
- Зоя Осмаловська — акторка, заслужена артистка Республіки Білорусь
- В'ячаслав Павлють — актор
- Олександр Падабєд — актор, заслужений артист Республіки Білорусь
- Олександр Парфенович — актор, заслужений артист Республіки Білорусь
- Пєнкіна Світлана Олександрівна — акторка
- Ігор Петров — актор, режисер
- Михайло Петров — актор, народний артист Республіки Білорусь
- Микола Пінігін — режисер
- Ніна Піскарова — акторка
- Роман Подоляка — актор
- Віра Полякова-Макей
- Тамара Пузіновська — акторка
- Світлана Рабова — актор, народна артистка Росії
- Валерій Раєвський — режисер, народний артист Республіки Білорусь
- Віктор Рибчинський — актор
- Володимир Роговцов — актор, заслужений артист Республіки Білорусь
- Болеслав Севко — актор, заслужений артист Республіки Білорусь
- Ігор Сігов — актор, заслужений артист Республіки Білорусь
- Алена Сідарава — акторка, заслужена артистка Республіки Білорусь
- Галина Сідєльнікова — акторка, диктор, заслужена артистка Республіки Білорусь
- Валерій Смірнов — актор, заслужений артист Республіки Білорусь
- Валентин Соловйов — актор, заслужений артист Республіки Білорусь
- Галина Талкачова — акторка, народна артистка Республіки Білорусь
- Віктор Тарасов — актор, народний артист СРСР і Республіки Білорусь
- Людмила Тимофієва — акторка, заслужена артистка Республіки Білорусь
- Микола Тишакін — актор, заслужений артист Республіки Білорусь
- Олександр Ткачонак — актор, народний артист Республіки Білорусь
- Трухан Микола Миколайович — актор, режисер
- Леонід Улащанка — актор, заслужений артист Республіки Білорусь
- Борис Уторов — режисер
- Ольга Фадєєва — акторка
- Лариса Федченко — акторка, заслужена артистка Республіки Білорусь
- Юрій Фейгін — актор, заслужений артист Республіки Білорусь
- Валерій Філатов — актор, народний артист Республіки Білорусь
- Павло Харланчук — актор, режисер
- Ганна Хитрик — акторка, співачка
- Галина Чорнобаєва — акторка
- Євген Шабан — актор, режисер, драматург, сценарист
- Альбіна Шагідевич — акторка, педагог
- Олексій Шадько — актор, музикант
- Віктор Шалкевич — актор, поет, музикант
- Григорій Шацько — актор, організатор театральної справи
- Тамара Шашкіна — акторка, заслужена артистка Республіки Білорусь
- Геннадій Шкуратов — актор, заслужений артист Республіки Білорусь
- Олександр Янушкевич — режисер, актор

### Художники
- Едуард Агунович — графік, заслужений працівник культури Республіки Білорусь
- Віктор Олександрович — графік, живописець
- Ольшевський Віктор Володимирович — живописець
- Анатолій Анікейчик — скульптор, народний художник Білорусі
- Микола Опійок — живописець, заслужений діяч мистецтв Республіки Білорусь
- Борис Аракчеєв — живописець, заслужений діяч мистецтв Республіки Білорусь
- Анатолій Артимович — скульптор, педагог
- Людвіг Осецький — графік, заслужений діяч мистецтв Республіки Білорусь
- Сергій Бондаренко — скульптор
- Левон Борозна — майстер декоративно-прикладного мистецтва, мистецтвознавець, громадський діяч
- Анатолій Барановський — живописець, заслужений діяч мистецтв Республіки Білорусь
- Михайло Барздика — графік
- Валентина Бартлава — майстер декоративно-прикладного мистецтва, педагог
- Михайло Босолига — графік
- Володимир Босолига — графік
- Олександр Батвіньонак — скульптор
- Едуард Білогуров — живописець
- Геннадій Буралкін — скульптор
- Сергій Вакар — скульптор, заслужений діяч мистецтв Республіки Білорусь
- Руслан Вашкевіч — живописець, дизайнер
- Володимир Вишневський — графік
- Сергій Волков — графік, заслужений діяч мистецтв Республіки Білорусь
- Євген Волков — художник театру
- Віктор Версоцький — живописець, заслужений викладач Білорусі, заслужений діяч культури Польщі
- Людмила Гончарова — художник театру
- Світлана Горбунова — скульптор
- Володимир Гордієнко — художник театру
- Ігор Гордієнок — графік, педагог
- Борис Герлаван — художник театру, народний художник Республіки Білорусь
- Лариса Герлаван — художник театру
- Володимир Гладкевич — графік, живописець
- Віктор Громика — живописець, народний художник Республіки Білорусь
- Лев Гумільовський — скульптор, народний художник Республіки Білорусь
- Сергій Гумілєвський — скульптор
- Валерій Довгала — художник-монументаліст
- Юрій Дорошкевич — живописець
- Леонід Дубар — графік
- Едуард Жакевич — графік, дизайнер
- Володимир Жбанов — скульптор
- Євген Ждан — художник театру, заслужений працівник культури Республіки Білорусь
- Володимир Жданов — художник театру
- Валентин Занкович — скульптор, архітектор
- В'ячаслав Захаринський — живописець
- Володимир Зінкевич — живописець, педагог, заслужений діяч мистецтв Республіки Білорусь
- Валентина Іванькова — майстер декоративно-прикладного мистецтва
- Володимир Ісачанка — живописець
- Микола Козакевич — живописець, заслужений діяч мистецтв Республіки Білорусь
- Борис Казаков —художник театру, заслужений діяч мистецтв Республіки Білорусь
- Олександр Костюченко — головний художник-постановник Національного академічного Великого театру опери та балету Республіки Білорусь
- Володимир Качан — живописець, майстер декоративно-прикладного мистецтва
- Орлен Кашкуревич — графік, народний художник Республіки Білорусь
- Сергій Кірущенко — живописець, дизайнер
- Євген Колчев — скульптор
- Анатолій Концуб — живописець, майстер декоративно-прикладного мистецтва, заслужений працівник освіти Республіки Білорусь
- Ірина Котова — графік, живописець
- Йосип Крупський — живописець
- Галина Кривоблоцька — майстер декоративно-прикладного мистецтва
- Володимир Кривоблоцький — живописець-монументаліст
- Олександр Ксьондзов — живописець
- Анатолій Кузнєцов — живописець
- Євген Кулик — графік, громадський діяч
- Микола Купава — графік, живописець
- Михайло Лісовський — живописець, графік
- Зоя Литвинова — живописець, заслужений діяч мистецтв Республіки Білорусь
- Сергій Логвін — скульптор, педагог
- Володимир Лукашик — графік, дизайнер
- Валерій Могучий — скульптор
- Олексій Марачкін — живописець
- Зіновій Марголін — художник театру, дизайнер
- Віктор Марковець — живописець
- Геннадій Матусевич — скульптор
- Віктор Микита — графік
- Іван Міско — скульптор, народний художник Республіки Білорусь
- Дмитро Мохов — художник театру
- Тетяна Нерсісян — художниця театру
- Віктор Нємцов — живописець
- Наталя Поплавська — графік
- Георгій Паплаўскі — графік, живописець, народний художник Республіки Білорусь
- В'ячаслав Павловець — Прохаров, графік
- Олександр Прохаров — скульптор
- Юзеф Пучинський — графік
- Олесь Пушкін — живописець
- Людміла Пятруль — художник декоративно-прикладного мистецтва
- Янка Романовський — графік
- Валерій Рачковський — художник театру
- Іван Рей — живописець, заслужений діяч мистецтв Республіки Білорусь
- Володимир Савич — графік, заслужений діяч мистецтв Республіки Білорусь
- Ніна Соколова-Кубай — художник декоративно-прикладного мистецтва, дизайнер
- Геннадій Соколов-Кубай — графік, мистецтвознавець, педагог
- Дмитро Сорока — живописець
- Петро Свентаховський — живописець
- Микола Селещук — живописець, графік
- Павло Семчанка — графік, художник декоративно-прикладного мистецтва, педагог
- Раїса Сиплевич — графік
- Григорій Ситниця — графік
- Володимир Слабодчиков — скульптор, заслужений діяч мистецтв Республіки Білорусь
- Валерій Славук — графік, педагог
- Андрій Миколайович Смаляк — живописець
- Віктор Стащанюк — графік
- Володимир Сулковський — живописець
- Василь Сумаров — живописець, заслужений діяч мистецтв Республіки Білорусь
- Володимир Ситченко — графік, педагог
- Ігор Семека — живописець
- Марія Таболич — живописець
- Григорій Таболич — живописець
- Павел Татарнікаў — графік
- Володимир Товстик — живописець, народний художник Республіки Білорусь
- Юрій Тур — живописець, заслужений діяч мистецтв Республіки Білорусь
- Володимир Уроднич — живописець, заслужений діяч мистецтв Республіки Білорусь
- Аліна Фоміна — художниця театру, заслужена діячка мистецтв Республіки Білорусь
- Олександр Фінський — скульптор
- Юрій Хілько — графік, педагог
- Людмила Терех — художник декоративно-прикладного мистецтва
- Сергій Тимохов — живописець
- Генріх Тихонович — живописець
- Ігор Тишин — живописець
- Олесь Циркунов — живописець
- Василь Шаренгович — графік, народний художник Республіки Білорусь
- Костянтин Шаренгович — графік
- Олесь Шатернік — скульптор
- Валерій Шкаруба — живописець
- Леонід Щемялєв — живописець, народний художник Республіки Білорусь
- Валер'ян Янушкевич — скульптор
- Фелікс Янушкевич — живописець

### Дизайнери
- Андрій Азаров — мультимедія-дизайнер
- Сергій Войчанка — дизайнер
- Яків Ленсу — дизайнер, мистецтвознавець
- Геннадій Мацур — дизайнер, графік
- Христина Стрикєлєва — дизайнер, мистецтвознавець
- Лев Талбузін — дизайнер, скульптор
- Юрій Тарєєв — дизайнер, педагог
- Володимир Теслер — дизайнер
- Михайло Шиков — дизайнер
- Андрій Шелюта — дизайнер, художник-концептуаліст, артдиректор

### Діячі кінематографа
- Галина Адамовіч — кінорежисерка-документаліст
- Віктор Аслюк — кінорежисер-документаліст
- Олександр Гуткович — актор, режисер телебачення, драматург
- Олександр Колбишев — кінорежисер
- Андрій Кудіненко — кінорежисер
- Іван Павлов — кінорежисер
- Валерій Рубінчик — кінорежисер

### Діячі телебачення та радіо
- Володимир Баклейчов — актор, диктор радіо і телебачення
- Олег Вінярскі — актор, диктор і режисер радіо
- Адам Глобус — літератор, живописець
- Віктор Карпілов — режисер телебачення, заслужений діяч мистецтв Республіки Білорусь
- Сергій Катьєр — режисер телебачення
- Ілля Курган — актор, диктор радіо, заслужений актор Республіки Білорусь
- Віра Ропат — диктор телебачення
- Володимир Станкевіч — актор, режисер телебачення

### Мистецтвознавці
- Вацлав Орешка — театрознавець, громадський діяч
- Михайло Борозна — мистецтвознавець, дизайнер
- Тетяна Гаранська — мистецтвознавець
- Тамара Гаробчанка — театрознавець
- Інна Герасимова — мистецтвознавець, громадська діячка
- Ельвіра Герасимович — акторка, театрознавець
- Людмила Громика — театрознавець, критик
- Леонід Дробов — мистецтвознавець, живописець
- В'ячаслав Івановскі — театрознавець
- Петро Карнач — мистецтвознавець
- Тетяна Команава — театрознавець, критик
- Арсеній Лабович — театрознавець
- Зенон Позняк — театрознавець, археолог, політик і громадський діяч
- Сергій Петрович — театрознавець
- Михась Романюк — мистецтвознавець, етнограф
- Ала Савицька — театрознавець
- Лариса Салавей — мистецтвознавець, заслужена викладачка Білорусі
- Річард Смольскі — театрознавець
- Віктор Шматов — мистецтвознавець, графік
- Євген Шунейка — мистецтвознавець, живописець

### Інші
- Микола Оксамит — громадський діяч, мистецтвознавець
- Роман Бондаренко — художник, громадський активіст, котрий загинув після побиття силовиками під час протестів Білорусі (з 2020)
- Ігор Ворошкевич — музикант
- Валерій Гедройц — організатор культурних заходів, державний діяч
- Олексій Дударов — драматург, сценарист, актор
- Валентин Дудкевич — хореограф, мистецтвознавець, народний артист Білорусі
- Федір Кашкуревич — музикант, живописець
- Лісіцин Володимир Сергійович — білоруський поет
- Олесь Лось — музикант
- Георгій Марчук — драматург, сценарист
- Андрій Плясунов — музикант, режисер
- Федір Повний — протоєрей Білоруської православної церкви
- Володимир Степан — письменник, журналіст
- Гордій Щеглов — ієрей Білоруської православної церкви, дизайнер
- PALINA — співачка
- Валерія Кустова — поетеса, письменниця, сценаристка, телеведуча.